# Vsevolod Bobrov (nave ausiliaria)
La nave Vsevolod Bobrov (progetto 23120 codice: "Longvinik" secondo la classificazione russa) è una grande nave per appoggio logistico, dotata di ponte di volo con capacità rompighiaccio.  La classificazione russa probabilmente è SS (Spasitel'noye Sudno: nave da salvataggio).
Progettata da JSC "Specsudoproekt" (San Pietroburgo) e costruita da  Severnaya Verf come modifica militare di navi per la fornitura di petrolio e gas offshore (progetti/22390 22391 che formano parte della flotta di rifornimento di Gazprom schierata per lo sviluppo della piattaforma artica).

## Caratteristiche generali
Vsevolod Bobrov" è la seconda nave logistica con capacità rompighiaccio. È stata impostata nel 2013 e varata nel 2016. Ci sono alcune modifiche nel design basate sull'esperienza di gestione della capoclasse Elbrus.
Nel febbraio 2021, la nave è stata preparata per le prove in mare dell'azienda. A marzo sono state completate le prove di ormeggio. La Vsevolod Bobrov viene testata per le prove in mare di fabbrica nel mese di aprile nel Mar Baltico. I test da parte del Ministero della Difesa si sono svolti nel maggio 2021.
La nave avrebbe dovuto entrare a far parte della Marina russa nella prima metà del 2021, ma a giugno la scadenze è stata prorogata ad agosto.
La nave è multifunzionale: è progettata per il trasporto merci, il rimorchio, i rilievi idrografici e l'assistenza alle navi in difficoltà. Il sistema di posizionamento dinamico consente di mantenere l'imbarcazione in un determinato punto in qualsiasi condizione atmosferica. La nave dispone di due gru elettroidrauliche con una capacità di sollevamento di 50 tonnellate, argani di traino con una capacità di 120 e 25 tonnellate e un ponte di carico con una superficie di oltre 700 m². Dotato di un complesso subacqueo con camera a pressione.
Lo scafo del Vsevolod Bobrov con la classe ghiaccio ARC4 gli consentirà di navigare alle latitudini artiche, superando uno spessore del pack di ghiaccio di 0,6 m.

## Impiego operativo
Il 12 maggio 2022, Serhiy Bratchuk, portavoce dell'amministrazione militare regionale di Odesa, ha dichiarato che la nave da supporto Vsevolod Bobrov è stata colpita probabilmente da missili R-360 Neptun vicino all'Isola dei Serpenti provocando un grosso incendio a bordo. La nave è stata rimorchiata presso il porto di Sebastopoli.